# غرواني حيوي
غرواني حيوي (بالإنجليزية: Biocolloid)‏ هوَ غرواني أو خَليط غرواني من أصل نباتي أو حيواني.